# Феноменологическая теория
Феноменологическая теория — формулировка закономерностей, определяющих взаимосвязь между различными наблюдениями явлений (феноменов) в соответствии с фундаментальной теорией, но непосредственно из этой теории не следующих.
Феноменологические теории представляют только наблюдаемые свойства объектов и не рассматривают их внутренние механизмы, например, рассматривают переходы из одного состояния в другое без детального рассмотрения механизма этих переходов. Такие связи входных и выходных состояний называют эффектами или явлениями (в англоязычной литературе феноменами). Феноменология связана с описанием феноменов, что отделяет её от эксперимента и от теории. Фактически возникает в результате обработки экспериментов, результаты которых пока не могут быть описаны существующими теориями.
Феноменологические теории развиваются в тех случаях, когда наблюдаемые явления не могут быть объяснены общими законами природы, либо вследствие отсутствия должного математического аппарата, либо из-за незнания соответствующих законов. Так, например, к первому типу теорий можно отнести полуэмпирические закономерности в метеорологии, применяемые для описания погоды, или правила валентности в химии. Ко второму типу относятся птолемеевская теория циклов и эпициклов в движении планет, мысли Фарадея об электричестве и пр.
Классическим примером феноменологической теории является теория Гинзбурга — Ландау. Она позволяет точно получить результат, но не объясняет истинные причины явления сверхпроводимости. Объяснение причин появилось позже в теории БКШ. Другой пример — планетарная модель атома Резерфорда, которая потом была заменена на модель Бора.